# فيل هوفمان
فيل هوفمان (بالإنجليزية: Phil Huffman)‏ هو لاعب كرة قاعدة أمريكي، ولد في 20 يونيو 1958 في فريبورت في الولايات المتحدة.

## وصلات خارجية
- فيل هوفمان على موقعبيزبول رفرنس.كوم (الدوري الرئيسي) (الإنجليزية)
- فيل هوفمان على موقعبيزبول رفرنس.كوم (الدوري الثانوي) (الإنجليزية)